# Phthiracarus swiftae
Phthiracarus swiftae är en kvalsterart som beskrevs av Wojciech Niedbała 1998. Phthiracarus swiftae ingår i släktet Phthiracarus och familjen Phthiracaridae. Inga underarter finns listade i Catalogue of Life.